# سالوراينو
بلدية سالوراينو (بالإسبانية: Salorino)‏، هي بلدية تقع في مقاطعة قصرش والتي تقع في منطقة إكستريمادورا، غرب إسبانيا.
يبلغ عدد سكانها 732 نسمة وفقاً لإحصائية سنة (2002).